# Elektriciteitscentrale

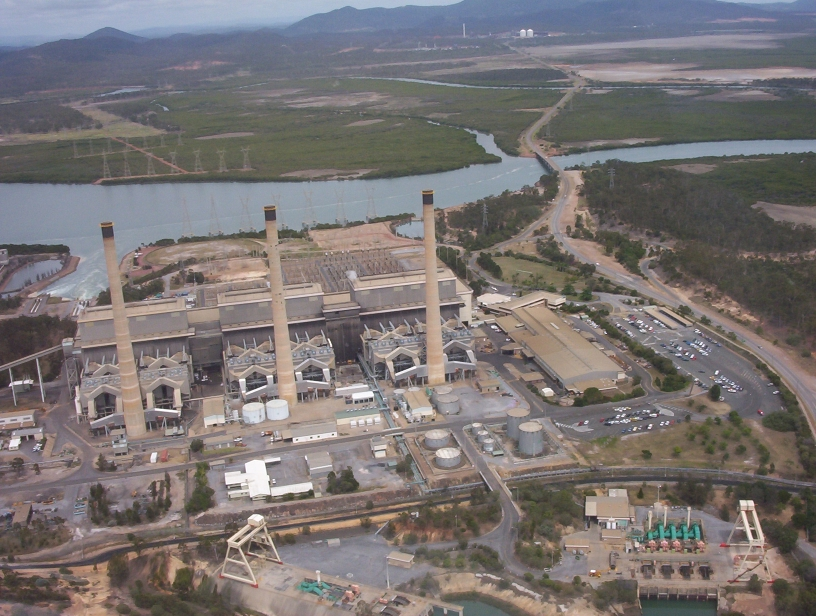
Elektriciteitscentrale in Gladstone, Australië

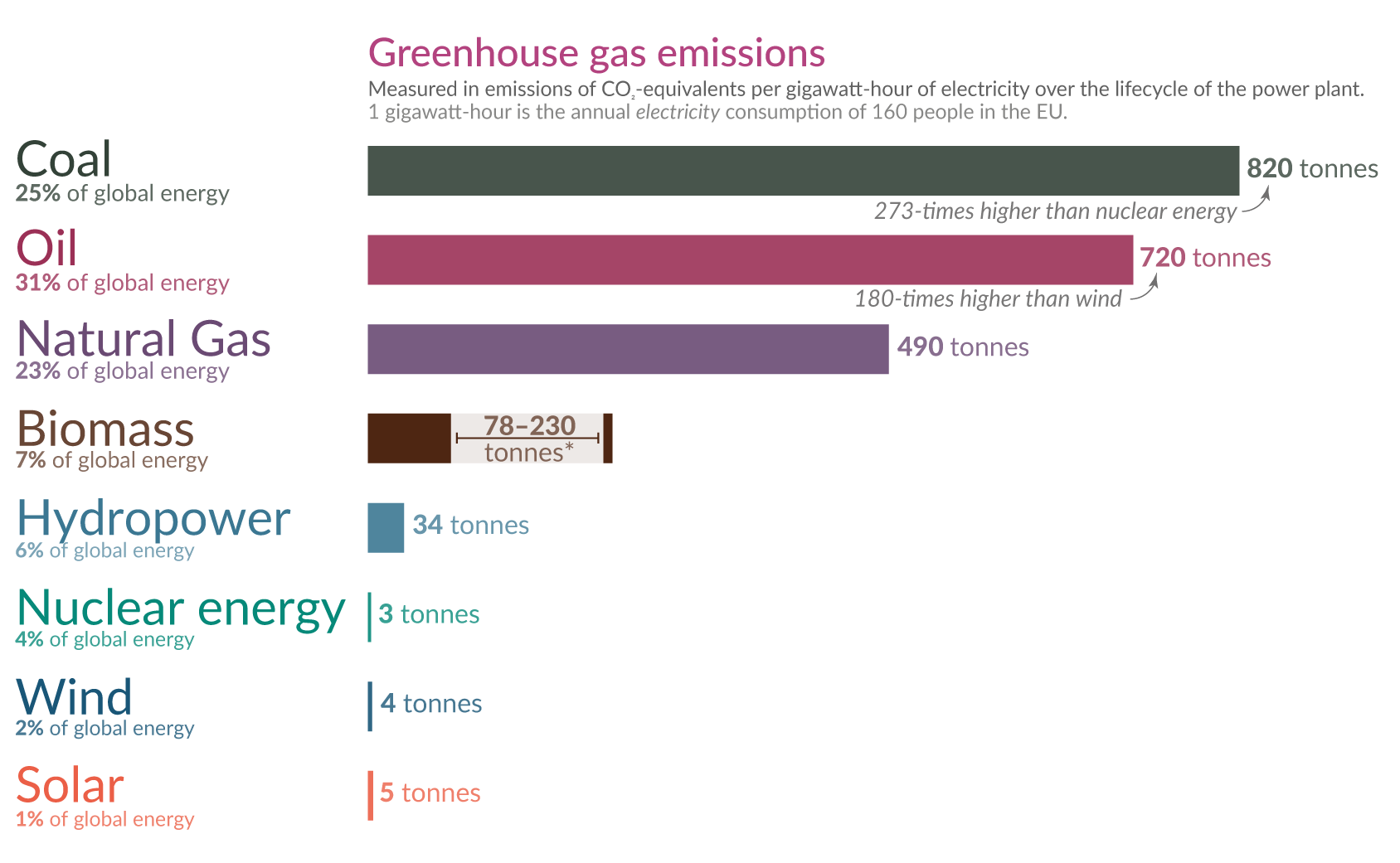
Broeikasgassen per energiebron om elektriciteit te maken.

Een elektriciteitscentrale is een locatie voor de opwekking van elektriciteit. De meeste elektriciteitscentrales wekken energie op door middel van een generator die wisselspanning (typisch 20.000 volt) produceert.
De eerste elektriciteitscentrale van Nederland lag in Kinderdijk. Deze werd ontworpen en gebouwd in 1886 door Willem Benjamin Smit, tevens een van de oprichters van Electrisch-Licht-Machinen Fabriek Willem Smit & Co. en voorzag Kinderdijk van elektriciteit.

## Thermische centrales
Voor de productie van de elektriciteit is de generator onmisbaar. De generator bestaat uit twee onderdelen, een stilstaande deel of stator en een draaiend deel, de rotor of anker. Het draaiende deel moet in beweging worden gebracht door middel van stoom, water of wind.

Hoofdbestanddelen van een centrale, v.l.n.r.: brandstofopslag, ketels, turbine, generator en transmissielijnen.

De meest gebruikte manier is nog altijd met stoom. De generator wordt hierbij gekoppeld aan een stoomturbine. In een thermische centrale wordt water verwarmd en omgezet in stoom en onder hoge druk door een turbine geperst. Voor de verwarming worden brandstoffen gebruikt als steenkool, olie, aardgas en biomassa, maar ook uranium in een kerncentrale. De stoom van hoge temperatuur en druk passeert een turbine. De stoom passeert de turbineschoepen en brengt de turbine aan het draaien, de thermische energie wordt omgezet in mechanische energie. De as van de turbine is verbonden aan de rotor van de generator en door middel van elektromagnetische inductie wordt de mechanische energie weer omgezet in elektrische energie. Bij de elektriciteitsopwekking op deze manier komt veel warmte vrij die niet volledig benut wordt. Vaak wordt dit door middel van waterkoeling met grote koeltorens in het oppervlaktewater van een nabije rivier geloosd of staan de centrales aan de kust. 
De nodige warmte kan op verschillende manieren geproduceerd worden. Naargelang de bron onderscheidt men de volgende thermische centrales:
- 'Klassieke' centrales
  - Kolencentrales (poederkool)
  - Gascentrales (aardgas)
  - Oliecentrales (stookolie)
  - Biomassacentrales (biomassa)
  - Vuilverbrandingscentrales (afval)
- Kerncentrales (kernsplitsing)
- Combi-centrales
- STEG-centrales
- Geothermische centrales (aardwarmte)

Bij de productie van elektriciteit gaat veel energie verloren, bijvoorbeeld in de vorm van warmte. In de Verenigde Staten werd dit verlies getaxeerd op 60% in 2019. Bij een input van 100 aan primaire energie zoals steenkool of gas, volgt een output van 40 aan secondaire energie oftewel elektriciteit. Dit is een gemiddelde, moderne gascentrales hadden een elektrische efficiëntie van 45% terwijl steenkolencentrales, vaak ouder, op 32% bleven steken in 2019.

### Warmte-krachtcentrale
Sommige van dit type centrale hebben als nevenfunctie het opwekken van warmte voor bijvoorbeeld stadsverwarming of industrie. Dit type noemt men warmte-krachtcentrale. Een dergelijke centrale heeft meestal wel een lager rendement voor de elektriciteitsopwekking omdat een deel van de energie bewust wordt gebruikt voor het opwekken van warmte. Echter het totale thermische rendement is veel hoger, omdat de vrijkomende warmte effectief benut wordt.

## Niet thermische energiecentrales
Naast thermische centrales zijn er ook andere manieren om elektriciteit op te wekken. Hierbij vervalt de tussenstap om via verbranding stoom te maken die de as van de rotor laat draaien, maar de as wordt direct door wind of water in beweging gebracht.
- Wind
  - Windturbines
- Water
  - Waterkrachtcentrales
  - Getijdencentrales
  - Spaarbekkencentrales
  - Golfslagcentrales
- Zon, hierbij zetten fotovoltaïsche cellen (PV) cellen zonnestraling direct om in elektriciteit. De zonnepanelen leveren gelijkspanning en een omvormer zet dit om in bruikbare wisselspanning.
  - Zonne-energiecentrales
- Virtuele energiecentrales, decentraal

## Productiepatroon
De vraag naar elektriciteit varieert over de dag. Overdag is er veel vraag naar elektriciteit en in de nacht is de vraag laag. Elektriciteit laat zich moeilijk opslaan en het aanbod moet daarom de vraag volgen. De capaciteit moet altijd voldoende zijn om aan de piekvraag te voldoen, waarbij een zekere veiligheidsmarge moet worden meegenomen.
Elektriciteitscentrales hebben een eigen productiepatroon. Zo kan het vermogen van een gascentrale relatief gemakkelijk aangepast worden, hetgeen voor een kern- of kolencentrale minder goed mogelijk is. Centrales worden ook naar hun flexibiliteit ingedeeld.
- Basislastcentrales zijn bijna altijd in productie en verzorgen de vraag naar elektriciteit die gedurende de dag minimaal aanwezig is. De productie is constant en variaties in de vraag kunnen moeilijk worden opgevangen. Voorbeelden zijn onder meer grote moderne kolen- en kerncentrales, of waterkrachtcentrales met een voorspelbare watervoorziening.
- Pieklastcentrales leveren stroom als de vraag gedurende korte periodes heel hoog is. Ze zijn enkele uren per dag in gebruik om de piekbelasting op te vangen. Deze installaties kunnen in korte tijd worden opgestart als de vraag toeneemt. Voorbeelden zijn centrales met gasturbines, waterkracht- of spaarbekkencentrales.
- Middenlastcentrales volgen de voorzienbare netbelasting, deze centrales zijn minder flexibel en goedkoper dan piekcentrales maar wel flexibeler en duurder dan basislastcentrales.

Omdat de prijzen gedurende de dag (en de week) sterk schommelen, is dit een belangrijk pluspunt. Daar staat tegenover dat de kosten van gas hoger liggen dan de kosten van kolen (per kWh opgewekte stroom). De keuze van een type centrale vereist dus een langetermijninzicht in meerdere complexe energiemarkten.